# Angarotipula xuthoptera
Angarotipula xuthoptera är en tvåvingeart som först beskrevs av Alexander 1966.  Angarotipula xuthoptera ingår i släktet Angarotipula och familjen storharkrankar. Inga underarter finns listade i Catalogue of Life.